# 福音小黑異菊虎
福音小黑異菊虎（Lycocerus evangelium）為菊虎科異菊虎屬下的一個種。

## 物種描述
本種複眼黑色，身體黑色，觸角黑褐色，大顎黃褐色。體覆柔軟帶蒼白細毛，頭楯前緣嵌著蒼白刺毛，觸角、翅鞘及足混雜著帶蒼白色刺毛。 頭約長寬相等，頭後部稍具凹陷，延著頭楯端緣和眼前側區凹平，表面密布淺點刻且略具光澤，頭楯端緣弓形並於中央略為凹陷，眼不大，渾圓而不太突出，下唇鬚末節圓斧狀，小顎鬚末節圓斧狀並有點細長，觸角細長，直至翅鞘一半長度，所有觸角小節不具縱溝。 前胸背板近於正方形，前緣和後緣呈弓形，側緣輕微呈波浪狀且兩側稍微向後端分歧，前緣角圓弧形，後緣角圓鈍，盤區後側區突起而前側區凹陷，後半部中央有明顯縱溝，表面光滑而略有光澤，小楯片三角形而端部圓弧。翅鞘兩側近於平行，表面密布細微點刻而具有光澤。足細長，腿節幾乎筆直，脛節除了基部稍微彎曲外幾乎筆直，爪式簡單。雄蟲與雌蟲外型與雄蟲相似，惟雌蟲體幅較雄蟲寬，眼略為小於雄蟲。觸角明顯短於公蟲而勉強超過肩部。第七可見腹板兩側凹陷而形成左右各一三角形側瓣片和一發達的中瓣，中瓣中央有一三角形凹陷。
本種近似中國大陸產的暉蝕小黑異菊虎（Lycocerus araticollis）和全黑型的小青黑異菊虎（Lycocerus nigripennis），可從其雄蟲觸角小節較短、翅鞘表面具光澤、前胸背板角狀突起尖銳明顯、翅鞘表面覆毛較為密集、陽莖器之背板不突出且寬闊，與腹突等長，末緣圓弧，內緣凹陷。

## 棲地與分布
分布於台灣中央山脈中至高海拔山區。

## 分類學
本種為菊虎科異菊虎屬下的一個種。

## 發現過程
2016年，台灣大學昆蟲系楊平世教授、柯俊成教授，及學生蕭昀等人，和日本倉敷市立自然史博物館奧島雄一合作，發表了四新種菊虎科甲蟲。其中一種先前一直被誤鑑定為一種外型相似的小青黑異菊虎（Lycocerus nigripennis），後透過詳細的形態比對後確認其為一全新物種，研究團隊認為這個發現相當令人興奮，是個好消息，遂以「福音 」（拉丁語：Evangelium） 命名為福音小黑異菊虎，同時紀念日本動畫新世紀福音戰士。其餘三種分別命名為橙胸小黑異菊虎、奕霆紋繪異菊虎，和金太郎小黑異菊虎。